# Lucía Parreño
Lucía Parreño García (Madrid, 10 de febrero de 1991) es una cantante española. Saltó a la fama tras su participación en el reality show Gran Hermano 15.

## Biografía

### Salto a la fama
Su salto a la fama fue debido a su paso por el reality show Gran Hermano 15 en 2014, aunque su paso fue corto, rápidamente comenzó a colaborar y ser invitada a varios platós de televisión. Tras su salida se hizo una presencia habitual del programa presentado por María Teresa Campos, ¡Qué tiempo tan feliz!. 
En marzo de 2015, se confirma en Gran Hermano VIP que Lucía entra a concursar en la nueva edición de Supervivientes 2015, junto a personajes como Nacho Vidal o Carmen Lomana, siendo la octava expulsada. Tras finalizar Supervivientes, colabora en el reality Pasaporte a la isla como comentarista y jurado, además de ser la pregonera de las Fiestas Patronales de Guadalix de la Sierra. También ha participado como colaboradora en los debates de Gran Hermano 16 y Supervivientes 2016.

### Como cantante
Desde octubre de 2015, Lucía está firmada a la discográfica Radial. En octubre de 2015, saca su primer sencillo llamado Déjame decirte, en colaboración con el exconcursante de Gran Hermano 12 "Jhota", consiguiendo gran éxito de visualizaciones en Youtube.
El 11 de febrero de 2016, saca su segundo sencillo llamado Una Guerra llegando al millón de visitas en Youtube y el 21 de abril del mismo año saca el tercer sencillo llamado Nunca te dejaré, pero esta vez sin colaboraciones de otros artistas. El 5 de julio del mismo año saca su cuarto sencillo Twerk, con la colaboración de El Jhota, exconcursante de GH12 y Lola Ortiz, ex tronista de MYHYV y su compañera y amiga en Supervivientes 2015.

## Discografía

### Álbumes
| Año  | Título      |
| ---- | ----------- |
| 2017 | - Puede ser |

### Sencillos
| Año  | Canción |
| ---- | --- |
| 2015 | - Déjame decirte (Feat el Jhota) - Déjame decirte (Versión acústica)                                                                  |
| 2016 | - Una guerra (Feat Yastice & Nagazaky) - Nunca te dejaré - Twerk (Feat el Jhota y Lola Ortiz) - Nunca te dejaré (Remix) - Ya me cansé |
| 2017 | - Recuerdos del ayer - puede ser - Solos tú y yo (Feat el Jhota)                                                                      |
| 2019 | - Ma Jolie (Feat el Jhota) - Karma (Feat el Jhota)                                                                                    |
| 2020 | - Mi momento |
| 2021 | - Guerrera (Feat Kuki Bergasa) - Cinderella                                                                                           |

## Televisión
| Programas de televisión | Programas de televisión         | Programas de televisión     | Programas de televisión |
| Año                     | Título                          | Rol                         | Notas                   |
| ----------------------- | ------------------------------- | --------------------------- | ----------------------- |
| 2014                    | Gran Hermano 15                 | Concursante - 3.ª expulsada | Telecinco               |
| 2015                    | ¡Qué tiempo tan feliz!          | Invitada                    | Telecinco               |
| 2015                    | Supervivientes                  | Concursante - 8.ª expulsada | Telecinco               |
| 2015                    | Sálvame Deluxe                  | Invitada                    | Telecinco               |
| 2015                    | Pasaporte a la isla             | Colaboradora                | Telecinco               |
| 2015                    | Debate de Gran Hermano 16       | Colaboradora                | Telecinco               |
| 2015                    | Cámbiame Premium                | Cambios Premium             | Telecinco               |
| 2016                    | Debate de Supervivientes        | Colaboradora                | Telecinco               |
| 2016                    | Debate de Gran Hermano 17       | Colaboradora                | Telecinco               |
| 2016 - 2017             | La noche pirata                 | Colaboradora                | Pride Channel TV        |
| 2017                    | Supervivientes: Tierra de Nadie | Colaboradora                | Telecinco               |
| 2017                    | Viva la vida                    | Invitada                    | Telecinco               |
| 2018                    | Supervivientes: Tierra de Nadie | Colaboradora                | Telecinco               |